# 宮崎県医師会

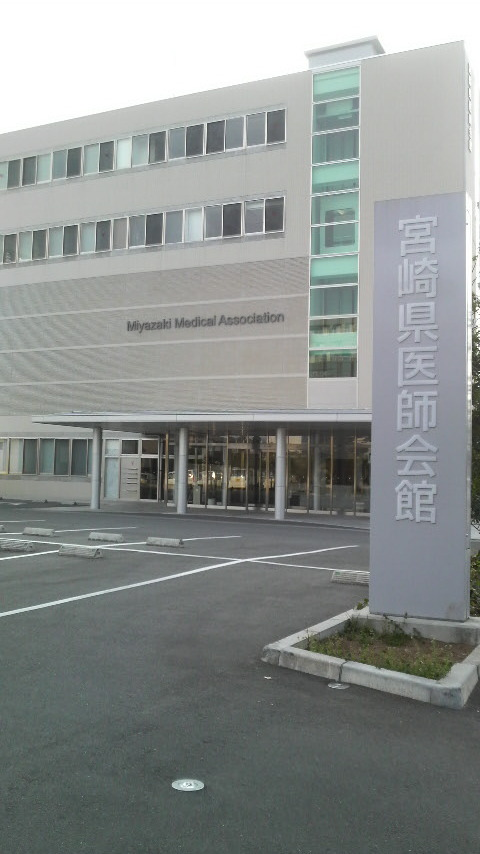
宮崎県医師会館

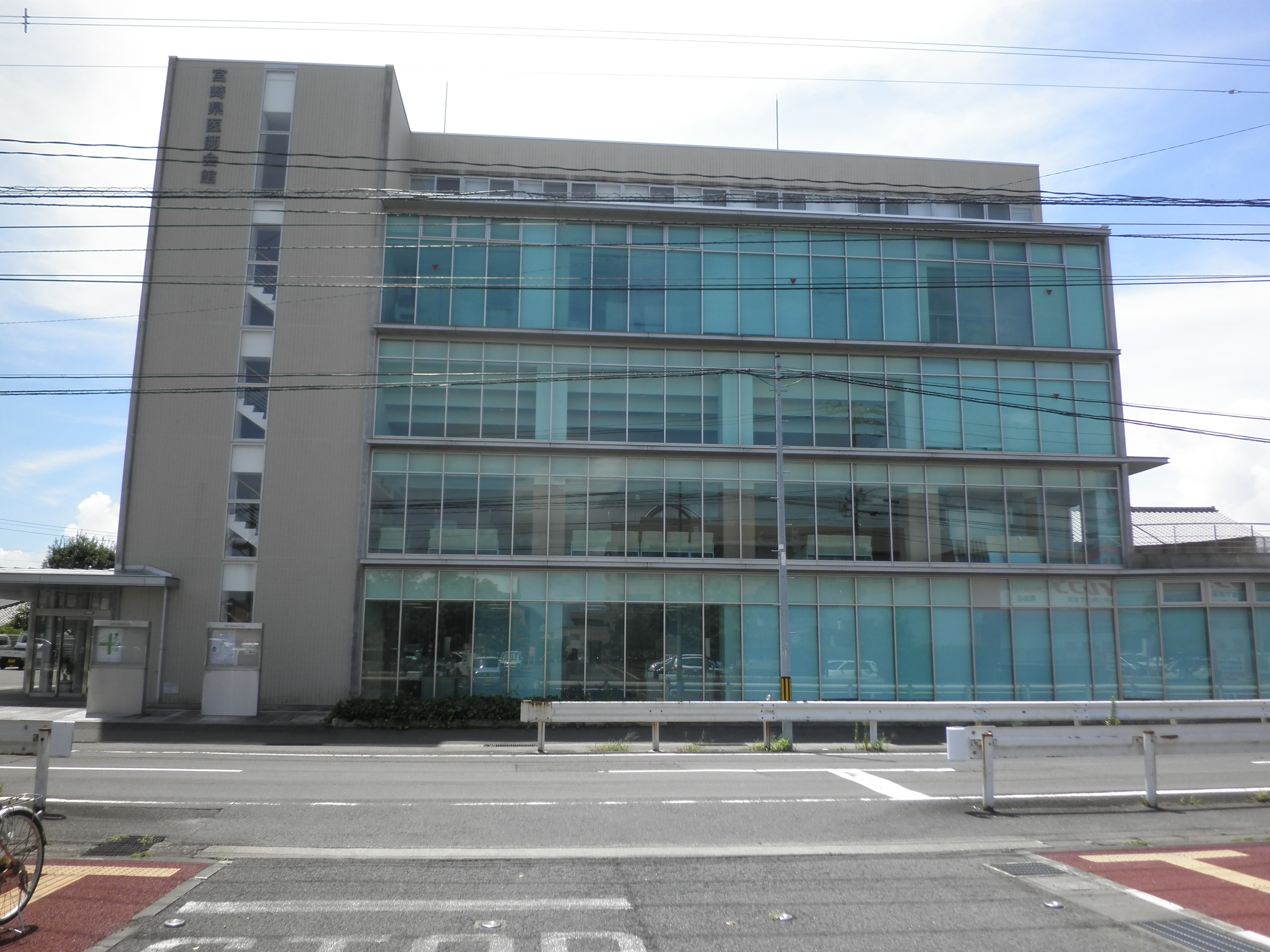
宮崎県医師会館（側面）

公益社団法人宮崎県医師会（みやざきけんいしかい、英称 Miyazaki Medical Association）は、宮崎県知事所管の宮崎県の医師を会員とする公益法人。

## 本部所在地
- 〒880-0023 宮崎県宮崎市和知川原1-101

## 市郡医師会・大学医師会
- 宮崎市郡医師会 〒880-0932 宮崎市大坪西1-2-3
- 都城市北諸県郡医師会 〒885-0073 都城市姫城町9-3
- 延岡市医師会 〒882-0856 延岡市出北6-1621
- 日向市東臼杵郡医師会 〒883-0052　日向市鶴町1-6-2
- 西都市西児湯医師会 〒884-0002 西都市妻1536
- 児湯医師会 〒881-0033 児湯郡高鍋町北高鍋160-1
- 南那珂医師会 〒887-0022 日南市上平野町1-1-17
- 西諸医師会 〒886-0004 小林市細野2234
- 西臼杵医師会〒882-1621 西臼杵郡高千穂町岩戸72-1 佐藤医院内

- 宮崎大学医学部医師会 〒889-1692 宮崎郡清武町木原5200